# بخش اوهایو (شهرستان مونرو، اوهایو)
بخش اوهایو (به انگلیسی: Ohio Township) یک منطقهٔ مسکونی در ایالات متحده آمریکا است که در شهرستان مونرو، اوهایو واقع شده‌است.
 بخش اوهایو ۶۰٫۶ کیلومتر مربع مساحت و ۱٬۰۰۴ نفر جمعیت دارد و ۳۲۸ متر بالاتر از سطح دریا واقع شده‌است.